# Miah Persson
Pour les articles homonymes, voir Persson.
Miah Persson, née le 27 mai 1969 à Örnsköldsvik, est une soprano suédoise.

## Carrière
Miah Persson grandit à Hudiksvall, chantant dans des chœurs et jouant dans des productions théâtrales amateures. Après avoir fait des études de sciences sociales et de droit à l'université, à Stockholm, elle entreprend des études musicales au Kulturama, Operastudio 67, et, à partir de 1996, au University College of Opera, également situé à Stockholm.  
Elle fait ses débuts à l'opéra dans le rôle de Suzanne, des Noces de Figaro en 1998, à Confidencen.
En tant que membre de l'Opéra royal de Suède, elle interprète notamment les rôles de Barberine et Suzanne, toujours dans Les Noces de Figaro, de Pamina dans La Flûte enchantée, de Sandrine dans La finta giardiniera, de Dorinda dans l’Orlando de Haendel, de Tebaldo dans le Don Carlos de Verdi, de Frasquita dans Carmen, de Gabrielle dans La Vie parisienne d'Offenbach, de  Gretel dans Hänsel und Gretel de Humperdinck, et de Sophie dans Le Chevalier à la rose de Richard Strauss.
Au-delà de ces rôles en tant que membre de l'Opéra royal de Suède, elle chante dans d'autres opéras : Miah Persson interprète Brigida dans Gli sposi per accidenti de Cimarosa  (au Studio Lirico, à Cortina d'Ampezzo, en Italie), Hero dans le Béatrice et Bénédict de Berlioz (au théâtre des Champs-Élysées à Paris, ainsi qu'à Baden-Baden), Costanza dans La Griselda de Scarlatti (au Staatsoper de Berlin), Nannetta dans le Falstaff de Verdi (au festival d'Aix-en-Provence), et la Gouvernante dans The Turn of the Screw de Benjamin Britten (à Francfort).
En 2006, au festival de Glyndebourne, elle interprète Fiordiligi dans Così fan tutte, avec Anke Vondung dans le rôle de Dorabella.
Plus récemment, elle chante Arianna in Creta en 2009, et, en 2010, elle interprète pour la première fois Anne Trulove au festival de Glyndebourne.
Elle fait ses débuts au festival de Salzbourg, en concert en 2003, et à l'opéra en 2004, dans le rôle de Sophie, du Chevalier à la rose, pour y revenir en 2005 dans le rôle de Sifare, de Mitridate.
Elle est mariée au ténor Jeremy Ovenden, avec qui elle a une fille et un fils. La famille vit en Angleterre.

## Discographie
- Mozart Opera and Concert Arias par le Swedish Chamber Orchestra, Sebastian Weigle et Ulf Samuelsson. BIS.
- Schumann: Portraits (chansons de Clara et Robert Schumann) par Miah Persson, Joseph Breinl. BIS.
- Bach, Cantates, Vol 10 (BWV 105, 179, 186). Bach Collegium Japan. Dir. M. Suzuki. BIS.
- Haydn, La Création, Miah Persson m. fl., dir. Paul McCreesh, Gabrieli Consort & Players. Archiv Production.
- Mozart: Cosi Fan Tutte, festival de Salzbourg 2009. Wiener Philharmoniker. Dir. Adam Fischer. [Blu-ray], 2010. Miah Persson, Isabel Leonard, et al.
- Mozart: Così Fan Tutte, festival de Glyndebourne 2006. Orchestra of the Age of Enlightment. Dir. Ivan Fischer. DVD et Blu-ray, 2007. Opus Arte.
- Mozart, Le Nozze di Figaro. Dir. Antonio Pappano. DVD et Blu-ray, Opus Arte.
- Haydn, La Création. Miah Persson, Topi Lehtipuu et David Wilson-Johnson. Dir. Ivor Bolton. Oehms.
- Haendel, Rinaldo, dir. René Jacobs, avec Dominique Visse, Lawrence Zazzo, Christophe Dumaux et James Rutheford. Harmonia Mundi.
- Mozart, Don Giovanni DVD et Blu-ray [2008], avec Miah Persson, Kyle Ketelsen, Marina Poplavskaya, et al. Opus Arte.
- Fernström, John, Songs of the Sea / Sym #12 / Chinese Rhapsody, Malmö Symphony Orchestra et Miah Persson. BIS.
- Mahler: Symphony No 2 « Résurrection » par Miah Persson, Christianne Stotijn, et le Chicago Symphony Orchestra, dir. Bernard Haitink. CSO Resound.
- Soul and Landscape par Miah Persson, Roger Vignoles. Chansons de Stenhammar, Nystroem, Sjögren, Rangström. Hyperion.
- Monteverdi, L'incoronazione di Poppea, avec Miah Persson (Poppea), Sarah Connolly (Nerone), l'orchestre baroque du grand théâtre du Liceu à Barcelone, dir. Harry Bickett. Mise en scène de David Alden. 1 DVD Opus Arte, 2012.